# Jonathan Kodjia
Jonathan Kodjia, född 22 oktober 1989, är en ivoriansk fotbollsspelare som spelar för Umm Salal.

## Landslagskarriär
Kodjia är född i Frankrike, men blev tillgänglig för spel i Elfenbenskusten då båda hans föräldrar kommer därifrån. Kodjia debuterade i Elfenbenskustens landslag den 20 maj 2016 i en match mot Ungern. Han gjorde sitt första landslagsmål den 4 juni 2016 i en 2–1-vinst över Gabon.
I januari 2020 värvades Kodjia av qatariska Al-Gharafa, där han skrev på ett 2,5-årskontrakt. I juni 2022 värvades Kodjia av Umm Salal.